# Paul Desfarges
Paul Jacques Marie Desfarges (Saint-Étienne, 7 de mayo de 1944) es un prelado franco-argelino miembro de la Compañía de Jesús, arzobispo emérito de Argel.
Llegó a Argelia en 1965 para realizar su servicio militar y se unió a la escuela de los Padres Blancos en Gardaya.
Regresó a Francia y decidió convertirse en jesuita comenzando el noviciado en la Compañía de Jesús en 1967, siendo ordenado sacerdote el 14 de julio de 1975 y haciendo su profesión solemne el 30 de abril de 1981.
En 1982 adquiere la nacionalidad argelina.
El 21 de noviembre de 2008, Benedicto XVI lo nombró obispo de Constantina e Hipona, hasta que el 24 de diciembre de 2016 el Papa Francisco lo nombra arzobispo en Argel. Estuvo en este último cargo hasta 2021, en que pasó a ser arzobispo emérito y sucedido por el posteriormente cardenal Jean-Paul Vesco, O.P.
El 19 de mayo de 2020 fue confirmado como miembro del Pontificio Consejo para el Diálogo Interreligioso usque ad octogesimum annum.
Ha quedado como Arzobispo emérito de Argel desde 2021.